# Itzstedt
Itzstedt es un municipio situado en el distrito de Segeberg, en el estado federado de Schleswig-Holstein (Alemania). Tiene una población estimada, a finales de 2020, de 2258 habitantes.
Se encuentra ubicado al este de Neumünster y al norte de Hamburgo.